# Navobaxia
Navobaxia är en ort i Mexiko.   Den ligger i kommunen Huatabampo och delstaten Sonora, i den västra delen av landet, 1 400 km nordväst om huvudstaden Mexico City. Navobaxia ligger 6 meter över havet och antalet invånare är 695.
Terrängen runt Navobaxia är mycket platt. Runt Navobaxia är det ganska tätbefolkat, med 67 invånare per kvadratkilometer. Närmaste större samhälle är Huatabampo, 3,1 km öster om Navobaxia. Trakten runt Navobaxia består till största delen av jordbruksmark.